# Marc Rissmann
Marc Rissmann (ur. 1980 w Berlinie) – niemiecki aktor teatralny, telewizyjny i filmowy, występował w roli Tekila w drugim sezonie serialu BBC Two/Netflix Upadek królestwa (2017) i jako Harry Strickland, dowódca kompanii najemników Golden Company, w ósmym sezonie serialu HBO Gra o tron (2019).

## Życiorys
Urodził się w Berlinie, gdzie w latach 2005–2009 studiował w Hochschule für Schauspielkunst „Ernst Busch“. W 2007 zadebiutował w berlińskim Deutsches Theater w roli posła Philippeau w spektaklu Georga Büchnera Śmierć Dantona. Występował na scenie w Magdeburgu w przedstawieniu Przebudzenie się wiosny. Tragedia dziecięca Franka Wedekinda (2009) jako Haenschen, Hamlecie (2010) jako Laertes, dramacie Chora miłość Sama Sheparda jako Martin, inscenizacji 39 kroków (2010) Johna Buchana jako Richard Hannay, tragikomedii Wizyta starszej pani Friedricha Dürrenmatta w roli policjanta i sztuce Korowód (2011) Arthura Schnitzlera jako Gatte. Grał też na scenie Staatsschauspiel Dresden w Dreźnie w komedii szekspirowskiej Sen nocy letniej (2009) jako Lysander.

## Filmografia

### Filmy
- 2011: Nazi Goreng (film krótkometrażowy) jako Jan
- 2012: Tod einer Polizistin jako Oli
- 2012: Marie Brand und das Lied von Tod und Liebe jako Michael Fleck
- 2013: Prehistoria (film krótkometrażowy) jako Kev
- 2015: Friesland: Familiengeheimnisse jako Thorsten
- 2018: Overlord jako Scherzer
- 2019: Liberté: A Call to Spy jako Klaus Barbie

### Seriale TV
- 2011: Die Draufgänger jako Nick
- 2013: Ostatni gliniarz jako Lars Berger
- 2013: Letzte Spur Berlin jako Security
- 2013: Christine. Perfekt war gestern! jako Uwe
- 2014: Mój kumpel duch jako Markus Meyer
- 2015: Kobra – oddział specjalny - odc. „Das letzte Rennen” jako inżynier wyścigowy
- 2016: Tatort: Tanzmariechen jako David Mühlberger
- 2017: Riviera jako Klaus Schneider
- 2017: Kraina bezprawia jako Nos
- 2017: Upadek królestwa jako Tekil
- 2017: SOKO Stuttgart jako Mark Schildt / Andi Springer
- 2019: Gra o tron jako Harry Strickland
- 2019: Człowiek z Wysokiego Zamku jako Wilhelm Goertzmann